# Nomule
Nomule (nep. नौमुले) – gaun wikas samiti w zachodniej części Nepalu w strefie Bheri w dystrykcie Dailekh. Według nepalskiego spisu powszechnego z 2011 roku liczył on 334 gospodarstwa domowe i 1780 mieszkańców (928 kobiet i 852 mężczyzn).